# Никола Драгулев
Никола Диков Драгулев е български революционер и адвокат, публицист, пръв председател на варненско дружество Отечество, един от създателите на дружество Странджа.

## Биография
Никола Диков Драгулев е роден през 1866 година в Малко Търново във видно възрожденско семейство. Брат е на журналиста и революционер Петър Драгулев. Завършва класно училище в Одрин и право в Русия. След Берлинския конгрес родният му град е откъснат от пределите на България и затова се мести във Варна. През 1894 година създава дружество „Отечество“ и става пръв председател. Работи във Варна като адвокат. Във Варна става член на Прогресивно-либералната партия и работи като редактор на вестник „Народна самозащита“. След 1895 година събира пари за ВМОК.
Умира през 1930 година във Варна.